# Santa Maria de la Guàrdia Lada
Santa Maria de la Guàrdia Lada és una església del poble de la Guàrdia Lada, al municipi de Montoliu de Segarra (Segarra) inclosa a l'Inventari del Patrimoni Arquitectònic de Catalunya.

## Descripció
És una església situada a la part alta del poble en una plaça i integrada dins del nucli medieval del poble. L'edifici se'ns presenta de planta rectangular, d'una nau amb llunetes segades, capçalera plana, capelles laterals i torre campanar adossada a un costat de la façana principal. També presenta l'edifici, un ràfec de teula i maó, al voltant del seu perímetre i coberta exterior a doble vessant.
A la façana principal s'obre la porta d'accés d'arc rebaixat motllurat, on ressalta una mènsula motllurada a la clau d'arc. Damunt d'aquesta se situa una petita obertura d'estructura quadrada, voltada per tres escultures integrades al parament de la façana. Resulta molt difícil poder identificar les imatges d'aquestes escultures, que presenten un estat de conservació molt erosionat, però sembla que dues d'aquestes corresponen a dos sants; un dels quals, el situat damunt de la finestra, seria peregrí, per la vestimenta que porta.

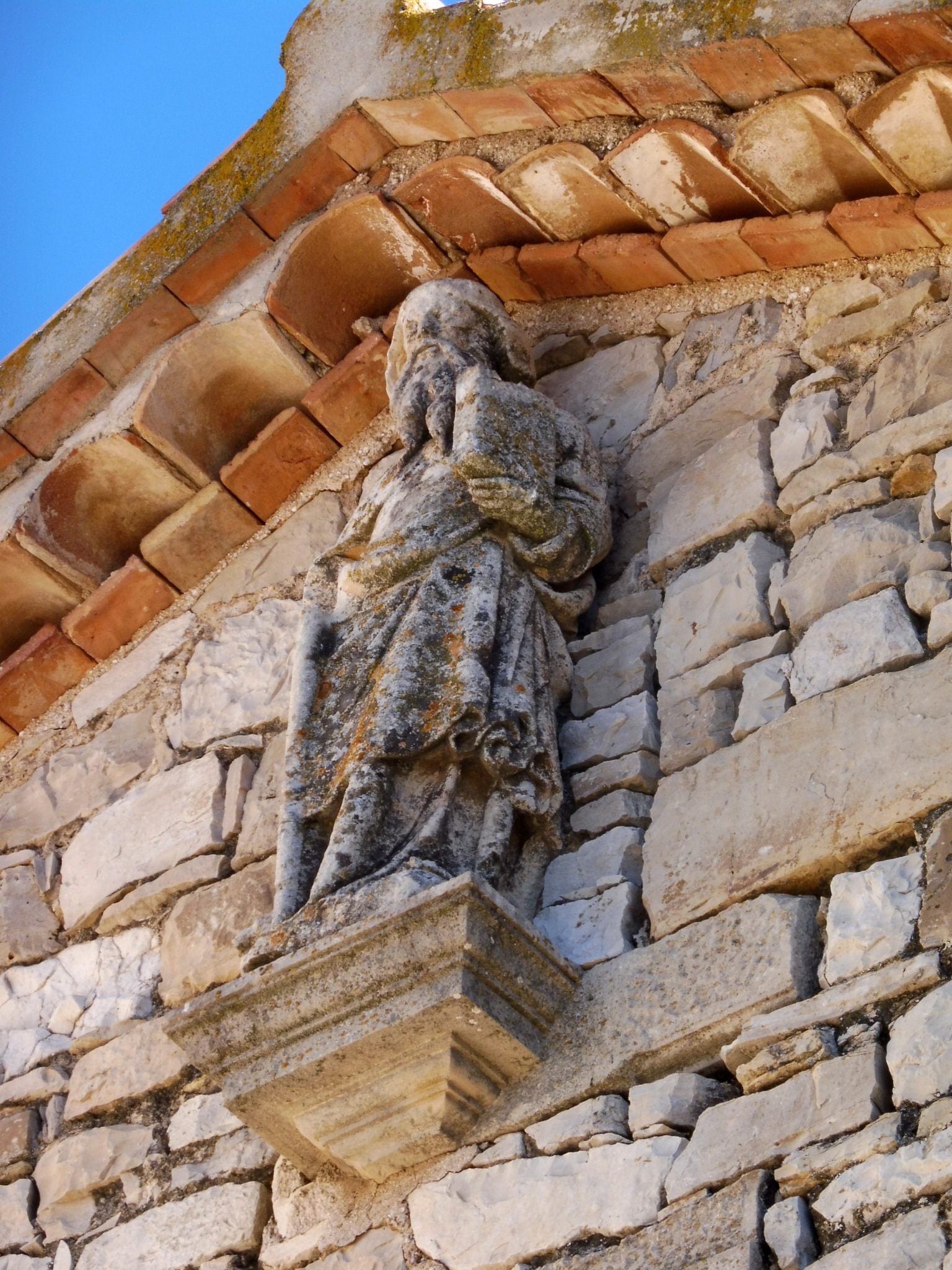
Escultura a la façana

La torre campanar de planta quadrada i quatre ulls d'arc rebaixat s'adossa a un costat de la façana principal de l'edifici, trencant la visió total d'aquesta façana. A l'interior de l'edifici, destaquem la disposició d'una motllura situada a l'arrencada de la volta de canó, on surten els arcs formers que es recolzen en pilastres. L'obra presenta un parament paredat, on hi ha presència de carreus a les obertures de la façana principal.

## Història
Aquesta església està documentada des del segle xi, en les relacions de parròquies del bisbat de Vic amb al nom de "Guardia Lada". Ha restat sota el bisbat de Vic fins a l'any 1957, moment que passà a la diòcesi de Solsona. Tradicionalment, sufragània d'aquesta parròquia ha estat l'església de Sant Joan de Cabestany. L'església de Santa Maria ha estat molt remodelada i actualment se'ns presenta d'estil neoclàssic. Amb tot, les imatges de les escultures situades a la façana principal podrien correspondre a l'època medieval.